# 黑毛粒突蛛
黑毛粒突蛛（学名：Macrothele simplicata）又名黑毛長尾蛛、黑毛上戶蛛，为六纺蛛科粒突蛛属的动物。分布于日本、台湾岛等地，主要栖息于山地。该物种的模式产地在台湾。